# RFL Championship 1991-92
El Championship de 1991-92 fue la 97.º edición del torneo de rugby league más importante de Inglaterra.

## Formato
Los equipos se enfrentaron en formato de todos contra todos en condición de local y de visitante, el equipo que terminó en la primera posición al finalizar el torneo se coronó campeón, mientras que los últimos dos equipos descendieron.
Se otorgaron 2 puntos por cada victoria, 1 por el empate y 0 por la derrota.

## Desarrollo

### Tabla de posiciones
| Pos. | Equipo               | Encuentros | Encuentros | Encuentros | Encuentros | Tantos | Tantos | Tantos | Puntos |
| Pos. | Equipo               | PJ         | PG         | PE         | PP         | F      | C      | Dif.   | Puntos |
| ---- | -------------------- | ---------- | ---------- | ---------- | ---------- | ------ | ------ | ------ | ------ |
| 1    | Wigan                | 26         | 22         | 0          | 4          | 645    | 307    | +338   | 44     |
| 2    | St. Helens           | 26         | 17         | 2          | 7          | 550    | 388    | +212   | 36     |
| 3    | Castleford           | 26         | 15         | 2          | 9          | 558    | 365    | +193   | 32     |
| 4    | Warrington           | 26         | 15         | 0          | 11         | 507    | 431    | +76    | 30     |
| 5    | Leeds                | 26         | 14         | 1          | 11         | 515    | 408    | +107   | 29     |
| 6    | Wakefield Trinity    | 26         | 13         | 1          | 12         | 400    | 435    | -35    | 27     |
| 7    | Halifax              | 26         | 12         | 0          | 14         | 618    | 566    | -52    | 24     |
| 8    | Widnes               | 26         | 12         | 0          | 14         | 511    | 477    | -34    | 24     |
| 9    | Hull Kingston Rovers | 26         | 12         | 0          | 14         | 379    | 466    | -87    | 24     |
| 10   | Salford              | 26         | 11         | 0          | 15         | 480    | 507    | -27    | 22     |
| 11   | Bradford Northern    | 26         | 11         | 0          | 15         | 476    | 513    | -37    | 22     |
| 12   | Hull                 | 26         | 11         | 0          | 15         | 468    | 526    | -58    | 22     |
| 13   | Featherstone Rovers  | 26         | 11         | 0          | 15         | 449    | 570    | -121   | 22     |
| 14   | Swinton              | 26         | 3          | 0          | 23         | 254    | 853    | -329   | 6      |

|  | Campeón.                      |
|  | Desciende a segunda división. |

| Bandera de Inglaterra  |
| Campeón Wigan Warriors |
| Décimo tercer título   |